# Khan al-Assal
Khan al-Assal (en arabe : خان العسل) est une ville localisée au nord de la Syrie, dans le gouvernorat d'Alep. Elle fait partie du District du Mont Siméon et est situé à 12 kilomètres à l'ouest du centre-ville d'Alep.
Le quartier est séparé en deux parties, nord et sud, par la route menant à Idleb. L'autoroute Alep - Damas en est la limite sud.
Une base de ravitaillement de l'armée avec des entrepôts de carburant souterrains, une station de ravitaillement et plusieurs bunkers est située près de la limite nord-ouest de Khan al-Assal. Une académie de police se trouve à 3 kilomètres au sud-ouest.

## Khan al-Assal pendant laGuerre civile syrienne
Pendant la Guerre civile syrienne, durant la bataille au front sud-ouest d'Alep, Khan al-Assal et ses environs ont été confrontés à plusieurs incidents dont certains violant le Droit international humanitaire.

### 2013

#### Mars
- Au début de mars 2013, au moins 120 soldats et policiers des forces gouvernementales syriennes ainsi que 80 rebelles sont tués lors d'une bataille pour la capture de l'académie de police par les insurgés[3].
- Khan al-Assal a été la cible d'une attaque chimique le 19 mars 2013. Celle-ci a fait au moins 26 morts et plus de 86 blessés.

#### Juillet
- Le village est pris par les rebelles le 22 juillet 2013. Au lendemain de cette capture, des groupes rebelles, dont le Front al-Nosra sont accusés d'avoir exécuté, d'après l'opposition, 51 soldats du régime captifs.